# 地球行脚
地球行脚（英語：Journeys to the Ends of the Earth）是探索频道1999年制作的电视纪录片系列，全片由摄影记者大卫·亚当斯主持。其两年的制作过程使其成为了澳大利亚有史以来最昂贵的探险旅行系列片。该片在2002年获得了澳大利亚洛吉奖的最佳纪录片提名。

## 剧集列表
- The Land of Fear （尼日尔泰内雷沙漠）
- People of the Flame （伊朗）
- 法柜守护者 Keepers of the Lost Ark （埃塞俄比亚）
- 辛巴达的世界 Swahili Sinbads （德屬東非和肯尼亚）
- The Forbidden Zone （堪察加半島）
- 失落的印加古城 The lost City of Gold （秘鲁）
- 虎豹小霸王末路之旅 The Last Trail of Butch & Sundance （玻利瓦尔）
- In Search of Jason & the Argonauts （格鲁吉亚）
- 失落的阿富汗佛像 The Lost Buddhas of Afghanistan （阿富汗）
- The Road to Shangri-La （巴基斯坦）
- 非洲法老的秘密 The Mystery of the African Pharaohs （苏丹）
- The Lost World of the Khmer Rouge （柬埔寨）
- 利比亚古战车 The Ancient Chariots of Libya （利比亚）